# Isaria leprosa
Isaria leprosa är en svampart som beskrevs av Fr. 1832. Isaria leprosa ingår i släktet Isaria och familjen Cordycipitaceae.   Inga underarter finns listade i Catalogue of Life.